# 공주 장군석
장군석은 대한민국 충청남도 공주시 의당면 중흥리에 있다. 1997년 6월 5일 공주시의 향토문화유적 제25호로 지정되었다.

## 개요
조선시대 마을지킴이이다.